# 普安路
普安路，原为爨族于矢部地。蒙哥汗七年（1257年）内附蒙古帝国为于矢万户。至元十三年（1276年）改置为普安路总管府。治今贵州省盘县东旧普安镇。辖有今贵州省普安、兴仁、兴义、盘县及安龙，云南省富源等县市部分地。属云南等处行中书省。十六年（1279年）改为普安宣抚司，二十二年（1285年）复改为路。明洪武十六年（1383年）改为普安府。 